# Acro Sport II
Acro II je dvosedežni akrobatski dvokrilnik, ki ga je zasnoval Paul Poberezny v 1970ih. Acro II je povečana verzija predhodnika Acro Sport I. Acro II ima fiksno pristajalno podvozje z repnim kolesom. Poganja ga 180 konjski motor Lycoming.

## Specifikacije
Splošne značilnosti
- Posadka: 1
- Število sedežev: 2
- Dolžina: 18 ft 10,25 in (5,7468 m)
- Razpon kril: 21 ft 8 in (6,60 m)
- Višina: 6 ft 7,75 in (2,0257 m)
- Površina kril: 152 sq ft (14,1 m2)
- Teža praznega letala: 875 lb (397 kg)
- Bruto teža: 1.520 lb (689 kg)
- Pogon letala: 1 × Lycoming prop, 180 hp (130 kW)

Zmogljivost
- Maks. hitrost: 152 mph (245 km/h; 132 kn)
- Potovalna hitrost: 123 mph (107 kn; 198 km/h)
- Hitrost pri porušitvi vzgona: 53 mph (46 kn; 85 km/h)
- Doseg: 430 mi (374 nmi; 692 km)
- Višina leta (servisna): 20.000 ft (6.096 m)
- Hitrost vzpenjanja: 1.200 ft/min (6,1 m/s)